# Menorragi
Menorragi innebär regelbunden och riklig menstruation, och är en typ av gynekologisk blödningsrubbing som är vanligt förekommande och drabbar cirka 10-20 procent av fertila kvinnor. Vid menorragi är blödningarna regelbundet återkommande och antingen mer långvariga än vid normal menstruation eller rikligare, eller en kombination av dessa. Blödningsmängden vid menorragi överstiger totalt 80 ml.
Följande orsaker kan ge upphov till menorragi:
- Användning av kopparspiral
- Läkemedel såsom acetylsalicylsyra
- Koagulationsrubbningar
- Tyreoideasjukdomar
- Endometriepolyper
- Myom (ofarliga muskelknutor)

Orsaken kan även vara idiopatisk, det vill säga okänd.